# Diocesi di Tanaramusa
La diocesi di Tanaramusa (in latino: Dioecesis Tanaramusensis) è una sede soppressa e sede titolare della Chiesa cattolica.

## Storia
Tanaramusa, forse identificabile con Mouzaia (Mouzaïaville in epoca coloniale) nell'odierna Algeria, è un'antica sede episcopale della provincia romana della Mauritania Cesariense.
Sono due i vescovi attribuibili con certezza a questa diocesi africana. Alla conferenza di Cartagine del 411, che vide riuniti assieme i vescovi cattolici e donatisti dell'Africa romana, prese parte il donatista Sarmenzio, senza avversario cattolico. Il nome di Donato appare al 37º posto nella lista dei vescovi della Mauritania Cesariense convocati a Cartagine dal re vandalo Unerico nel 484; Donato, come tutti gli altri vescovi cattolici africani, fu condannato all'esilio.
Nei resti della basilica di Mouzaia è stato scoperto l'epitaffio di un vescovo, di cui non è fatto il nome, morto nel 495 in bello Maurorum; se l'identificazione di Mouzaia con Tanaramusa è corretta, questo epitaffio potrebbe riferirsi al vescovo Donato. Un altro epitaffio di Mouzaia, mutilo in più parti, riporta l'iscrizione […]ptaciis eps, che alcuni autori hanno letto come Emptacius episcopus; ignota è l'epoca in cui sarebbe vissuto questo vescovo.
Dal 1933 Tanaramusa è annoverata tra le sedi vescovili titolari della Chiesa cattolica; dal 7 luglio 2021 il vescovo titolare è Henry Mchamungu, vescovo ausiliare di Dar-es-Salaam.

## Cronotassi

### Vescovi residenti
- Sarmenzio † (menzionato nel 411) (vescovo donatista)

- Donato † (menzionato nel 484)
- Emptazio †

### Vescovi titolari
- Peter William Bartholome † (31 gennaio 1968 - 13 gennaio 1971 dimesso)
- John A. Choi Jae-seon † (19 settembre 1973 - 3 giugno 2008 deceduto)
- Dominic Kimengich (20 marzo 2010 - 5 marzo 2011 nominato vescovo di Lodwar)
- Zeferino Zeca Martins, S.V.D. (19 maggio 2012 - 1º ottobre 2018 nominato arcivescovo di Huambo)
- Henry Mchamungu, dal 7 luglio 2021